# Le Fief-Sauvin
Le Fief-Sauvin è un comune francese soppresso e frazione del dipartimento del Maine e Loira nella regione dei Paesi della Loira. Dal 15 dicembre 2015 si è fuso con i comuni di Montrevault, Chaudron-en-Mauges, La Chaussaire, La Boissière-sur-Èvre, Le Fuilet, Le Puiset-Doré, Saint-Pierre-Montlimart, Saint-Quentin-en-Mauges, Saint-Rémy-en-Mauges e La Salle-et-Chapelle-Aubry per formare il nuovo comune di Montrevault-sur-Èvre.
Il nuovo comune ha sostituito la preesistente comunità di comuni di Montrevault Communauté creata nel 1994.

## Società

### Evoluzione demografica
Abitanti censiti